# Сезар (кінопремія, 2014)
39-та церемонія вручення нагород премії «Сезар» за заслуги в царині французького кінематографу за 2013 рік відбулася 28 лютого 2014 року в театрі «Шатле» (Париж, Франція). Президентом церемонії виступив актор Франсуа Клюзе. Номінантів було оголошено 31 січня 2014 року.

Комедія Гійома Гальєнна «Я, знову я та мама» отримала 5 нагород
 з 10 номінацій, сам Гальєнн отримав три «Сезара»: за найкращу чоловічу роль, найкращий сценарій і найкращий фільм. Роман Полянський вчетверте у своїй кар'єрі був удостоєний премії за найкращу режисуру.

## Статистика
Фільми, декілька номінацій, що отримали.
| Фільм                                                              | номінації | перемоги |
| ------------------------------------------------------------------ | --------- | -------- |
| • Я, знову я та мама / Les Garçons et Guillaume, à table !         | 10        | 5        |
| • Незнайомець на озері / L'Inconnu du lac                          | 8         | 1        |
| • Життя Адель / La Vie d'Adèle: Chapitres 1 et 2                   | 8         | 1        |
| • Венера в хутрі / La Vénus à la fourrure                          | 7         | 1        |
| • 9 місяців суворого режиму / 9 mois ferme                         | 6         | 2        |
| • Міхаель Кольхаас / Michael Kohlhaas                              | 6         | 2        |
| • Минуле / Le Passé                                                | 5         | -        |
| • Сюзанна / Suzanne                                                | 5         | 1        |
| • Ренуар. Останнє кохання / Renoir                                 | 4         | 1        |
| • Джиммі Пікар / Jimmy P. (Psychothérapie d'un Indien des plaines) | 3         | -        |
| • Альцест на велосипеді                                            | 3         | -        |
| • Набережна Орсе / Quai d'Orsay                                    | 3         | 1        |
| • Піна днів / L'Écume des jours                                    | 3         | 1        |
| • Неймовірна подорож містера Співета                               | 3         | 1        |
| • Кращі дні попереду                                               | 2         | -        |
| • По сигарети / Elle s'en va                                       | 2         | -        |
| • Молода і прекрасна / Jeune et Jolie                              | 2         | -        |
| • Дівчина 14 липня                                                 | 2         | -        |

## Список лауреатів та номінантів
• Переможців виділено окремим кольором.

### Основні категорії
| Категорії                            | Лауреати та номінанти | Лауреати та номінанти |
| ------------------------------------ | --- | --- |
| Найкращий фільм                      | • Я, знову я та мама (продюсери: Едуард Вейл, Сиріл Кольбо-Жюстен, Жан-Батист Дюпон; режисер: Гійом Гальєнн)                                          | • Я, знову я та мама (продюсери: Едуард Вейл, Сиріл Кольбо-Жюстен, Жан-Батист Дюпон; режисер: Гійом Гальєнн)                                          |
| Найкращий фільм                      | • 9 місяців суворого режиму (режисер: Альбер Дюпонтель; продюсер: Катрін Бозорган)                                                                    | |
| Найкращий фільм                      | • Незнайомець на озері (режисер: Ален Гіроді; продюсер: Сільві Піала)                                                                                 | |
| Найкращий фільм                      | • Джиммі Пікар (продюсери: Паскаль Кочето, Грегорі Сорла; режисер: Арно Деплешен)                                                                     | |
| Найкращий фільм                      | • Минуле (продюсер: Александр Малле-Гай; режисер: Асгар Фархаді)                                                                                      | |
| Найкращий фільм                      | • Венера в хутрі (режисер: Роман Полянський; продюсери: Роберт Бенмусса, Ален Сард)                                                                   | |
| Найкращий фільм                      | • Життя Адель (продюсери: Абделатіф Кешиш, Венсан Мараваль, Брахім Чіоуа; режисер: Абделатіф Кешиш)                                                   | |
| Найкраща режисура                    | | • Роман Полянський за фільм «Венера в хутрі» |
| Найкраща режисура                    | • Альбер Дюпонтель — «9 місяців суворого режиму» | |
| Найкраща режисура                    | • Гійом Гальєнн — «Я, знову я та мама» | |
| Найкраща режисура                    | • Ален Гіроді — «Незнайомець на озері» | |
| Найкраща режисура                    | • Арно Деплешен — «Джиммі Пікар» | |
| Найкраща режисура                    | • Асгар Фархаді — «Минуле» | |
| Найкраща режисура                    | • Абделатіф Кешиш — «Життя Адель» | |
| Найкраща чоловіча роль               | | • Гійом Гальєнн — «Я, знову я та мама» (за роль Гійома / мами)                                                                                        |
| Найкраща чоловіча роль               | • Матьє Амальрік — «Венера в хутрі» (за роль Тома) | |
| Найкраща чоловіча роль               | • Мішель Буке — «Ренуар. Останнє кохання» (за роль П'єра Огюста Ренуара)                                                                              | |
| Найкраща чоловіча роль               | • Альбер Дюпонтель — «9 місяців суворого режиму» (за роль Боба Нолана)                                                                                | |
| Найкраща чоловіча роль               | • Грегорі Гадебуа — «Mon âme par toi guérie» (за роль Фреді)                                                                                          | |
| Найкраща чоловіча роль               | • Фабріс Лукіні — «Альцест на велосипеді» (за роль Сержа Таннера)                                                                                     | |
| Найкраща чоловіча роль               | • Мадс Міккельсен — «Міхаель Кольхаас» (за роль Міхаеля Кольхааса)                                                                                    | |
| Найкраща жіноча роль                 | | • Сандрін Кіберлен — «9 місяців суворого режиму» (за роль Аріани Фельдер)                                                                             |
| Найкраща жіноча роль                 | • Фанні Ардан — «Кращі дні попереду» (за роль Кароліни)                                                                                               | |
| Найкраща жіноча роль                 | • Береніс Бежо — «Минуле» (за роль Марі Бріссон) | |
| Найкраща жіноча роль                 | • Катрін Денев — «По сигарети» (за роль Бетті) | |
| Найкраща жіноча роль                 | • Сара Форестьє — «Сюзанна» (за роль Сюзанни Меревської)                                                                                              | |
| Найкраща жіноча роль                 | • Еммануель Сеньє — «Венера в хутрі» (за роль Ванди)                                                                                                  | |
| Найкраща жіноча роль                 | • Леа Сейду — «Життя Адель» (за роль Емми) | |
| Найкраща чоловіча роль другого плану | | • Нільс Ареструп — «Набережна Орсе» (за роль Клода Мопа)                                                                                              |
| Найкраща чоловіча роль другого плану | • Патрік Шене — «Кращі дні попереду» (за роль Філіппа)                                                                                                | |
| Найкраща чоловіча роль другого плану | • Патрік д'Асумсао — «Незнайомець на озері» (за роль Анрі)                                                                                            | |
| Найкраща чоловіча роль другого плану | • Франсуа Дам'єн — «Сюзанна» (за роль Ніколя Меревського)                                                                                             | |
| Найкраща чоловіча роль другого плану | • Олів'є Гурме — «Гранд Централ. Атомне кохання» (за роль Жиля)                                                                                       | |
| Найкраща жіноча роль другого плану   | | • Адель Енель — «Сюзанна» (за роль Марії Меревської)                                                                                                  |
| Найкраща жіноча роль другого плану   | • Маріса Боріні — «Замок в Італії» (за роль матері)                                                                                                   | |
| Найкраща жіноча роль другого плану   | • Франсуаза Фабіан — «Я, знову я та мама» (за роль Бабу)                                                                                              | |
| Найкраща жіноча роль другого плану   | • Жюлі Гайє — «Набережна Орсе» (за роль Валері Дюмонтей)                                                                                              | |
| Найкраща жіноча роль другого плану   | • Жеральдін Пелас — «Молода і прекрасна» (за роль Сільві)                                                                                             | |
| Найперспективніший актор             | | • П'єр Деладоншам — «Незнайомець на озері» |
| Найперспективніший актор             | • Поль Бартель — «Маленький принц» | |
| Найперспективніший актор             | • Поль Амі — «Сюзанна» | |
| Найперспективніший актор             | • Венсан Макень — «Дівчина 14 липня» | |
| Найперспективніший актор             | • Немо Шифман — «По сигарети» | |
| Найперспективніша акторка            | | • Адель Екзаркопулос — «Життя Адель» |
| Найперспективніша акторка            | • Лу де Лааж — «Жапплу» | |
| Найперспективніша акторка            | • Полін Етьєн — «Черниця» | |
| Найперспективніша акторка            | • Гольшифте Фарахані — «Камінь терпіння» | |
| Найперспективніша акторка            | • Марина Вакт — «Молода і прекрасна» | |
| Найкращий оригінальний сценарій      | | • Альбер Дюпонтель — «9 місяців суворого режиму» |
| Найкращий оригінальний сценарій      | • Філіпп Ле Гюе (Philippe Le Guay) — «Альцест на велосипеді»                                                                                          | |
| Найкращий оригінальний сценарій      | • Ален Гіроді — «Незнайомець на озері» | |
| Найкращий оригінальний сценарій      | • Асгар Фархаді — «Минуле» | |
| Найкращий оригінальний сценарій      | • Катель Кілевере та Марієтт Десерт — «Сюзанна» | |
| Найкращий адаптований сценарій       | | • Гійом Гальєнн — «Я, знову я та мама» |
| Найкращий адаптований сценарій       | • Арно Деплешен, Джулі Пейр та Кент Джонс — «Джиммі Пікар»                                                                                            | |
| Найкращий адаптований сценарій       | • Антонін Бодрі, Бертран Таверньє та Крістоф Блен — «Набережна Орсе»                                                                                  | |
| Найкращий адаптований сценарій       | • Роман Полянський та Девід Айвз — «Венера в хутрі»                                                                                                   | |
| Найкращий адаптований сценарій       | • Абделатіф Кешиш та Галія Лакруа — «Життя Адель» | |
| Найкраща музика до фільму            | • Мартін Вілер — «Міхаель Кольхаас» | • Мартін Вілер — «Міхаель Кольхаас» |
| Найкраща музика до фільму            | • Хорхе Арріагада — «Альцест на велосипеді» | |
| Найкраща музика до фільму            | • Лоїк Дюрі та Крістоф Мінк — «Китайська головоломка»                                                                                                 | |
| Найкраща музика до фільму            | • Етьєн Шаррі — «Піна днів» | |
| Найкраща музика до фільму            | • Александр Деспла — «Венера в хутрі» | |
| Найкращий монтаж                     | • Валері Десен — «Я, знову я та мама» | • Валері Десен — «Я, знову я та мама» |
| Найкращий монтаж                     | • Крістоф Пінель — «9 місяців суворого режиму» | |
| Найкращий монтаж                     | • Жан-Крістоф Гім — «Незнайомець на озері» | |
| Найкращий монтаж                     | • Жульєтт Вельфлін — «Минуле» | |
| Найкращий монтаж                     | • Каміль Тубкіс, Альбертіна Ластера, Жан-Марі Ленжель — «Життя Адель»                                                                                 | |
| Найкраща робота оператора            | • Томас Хардмеєр — «Неймовірна подорож містера Співета»                                                                                               | • Томас Хардмеєр — «Неймовірна подорож містера Співета»                                                                                               |
| Найкраща робота оператора            | • Клер Матон — «Незнайомець на озері» | |
| Найкраща робота оператора            | • Жанна Лапуарі — «Міхаель Кольхаас» | |
| Найкраща робота оператора            | • Марк Лі Пінбін — «Ренуар. Останнє кохання» | |
| Найкраща робота оператора            | • Софіан Ель Фані — «Життя Адель» | |
| Найкращі декорації                   | • Стефані Розенбаум — «Піна днів» | • Стефані Розенбаум — «Піна днів» |
| Найкращі декорації                   | • Алін Бонетто — «Неймовірна подорож містера Співета»                                                                                                 | |
| Найкращі декорації                   | • Сільві Оліві — «Я, знову я та мама» | |
| Найкращі декорації                   | • Ян Арло — «Міхаель Кольхаас» | |
| Найкращі декорації                   | • Бенуа Бару — «Ренуар. Останнє кохання» | |
| Найкращі костюми                     | • Паскалін Шаванн — «Ренуар. Останнє кохання» | • Паскалін Шаванн — «Ренуар. Останнє кохання» |
| Найкращі костюми                     | • Флоранс Фонтен — «Піна днів» | |
| Найкращі костюми                     | • Мадлін Фонтен — «Неймовірна подорож містера Співета»                                                                                                | |
| Найкращі костюми                     | • Олів'є Беріо — «Я, знову я та мама» | |
| Найкращі костюми                     | • Аніна Дінер — «Міхаель Кольхаас» | |
| Найкращий звук                       | • Жан-П'єр Дюре, Жан Малле та Мелісса Петіжа — «Міхаель Кольхаас»                                                                                     | • Жан-П'єр Дюре, Жан Малле та Мелісса Петіжа — «Міхаель Кольхаас»                                                                                     |
| Найкращий звук                       | • Марк-Антуан Бельден, Лоїк Пріан та Олів'є До Хуу — «Я, знову я та мама»                                                                             | |
| Найкращий звук                       | • Філіпп Грівель та Наталі Відаль — «Незнайомець на озері»                                                                                            | |
| Найкращий звук                       | • Люсьєн Балібар, Надін Мюз та Сиріл Гольц — «Венера в хутрі»                                                                                         | |
| Найкращий звук                       | • Жером Шеневой, Фаб'єн Поше та Жан-Поль Урьє — «Життя Адель»                                                                                         | |
| Найкращий дебютний фільм             | • Я, знову я та мама / Les Garçons et Guillaume, à table ! (продюсери: Едуард Вейл, Сиріл Кольбо-Жюстен, Жан-Батист Дюпон, режисер: Гійом Гальєнн)    | • Я, знову я та мама / Les Garçons et Guillaume, à table ! (продюсери: Едуард Вейл, Сиріл Кольбо-Жюстен, Жан-Батист Дюпон, режисер: Гійом Гальєнн)    |
| Найкращий дебютний фільм             | • Вік паніки (продюсер: Еммануель Шоме, режисер: Жюстін Тріє                                                                                          | |
| Найкращий дебютний фільм             | • Позолочена клітка (режисер: Рубен Алвес, продюсери: Г'юго Желен, Летиція Голіцина, Даниель Делорм)                                                  | |
| Найкращий дебютний фільм             | • Одинак (продюсери: Сідоні Дюма, Жан Коттін, Лорен Таєб, режисер: Крістоф Оффенштейн                                                                 | |
| Найкращий дебютний фільм             | • Дівчина 14 липня (режисер: Антонін Перетжатко, продюсер: Еммануель Шоме)                                                                            | |
| Найкращий анімаційний фільм          | • Лулу. Неймовірна таємниця / Loulou, l'incroyable secret (реж. Ерік Омонд)                                                                           | • Лулу. Неймовірна таємниця / Loulou, l'incroyable secret (реж. Ерік Омонд)                                                                           |
| Найкращий анімаційний фільм          | • Кікі з Монпарнаса / Mademoiselle Kiki et les Montparnos (реж. Амелі Арро)                                                                           | |
| Найкращий анімаційний фільм          | • Айя із Йопугона / Aya de Yopougon (реж. Маргаріт Абуе, Клеман Убрері)                                                                               | |
| Найкращий анімаційний фільм          | • Жіночі листи / Lettres de femmes (реж. Аугусто Зановелло)                                                                                           | |
| Найкращий анімаційний фільм          | • Моя мама в Америці, вона бачила Буффало Біла / Ma maman est en Amérique, elle a rencontré Buffalo Bill (реж. Марк Борель, Тібо Чатель)              | |
| Найкращий документальний фільм       | • По дорозі до школи / Sur le chemin de l'école (реж. Паскаль Пліссон, продюсер: Бартелемі Фюжа)                                                      | • По дорозі до школи / Sur le chemin de l'école (реж. Паскаль Пліссон, продюсер: Бартелемі Фюжа)                                                      |
| Найкращий документальний фільм       | • Comment j'ai détesté les maths (реж. Олів'є Пейон, продюсери: Лоуренс Петі, Кароль Скотта, Брюно Наон)                                              | |
| Найкращий документальний фільм       | • Остання несправедливість / Le Dernier des injustes (реж. Клод Ланцман, продюсери: Девід Френкель, Жан Лабаді)                                       | |
| Найкращий документальний фільм       | • Одного разу у лісі / Il était une forêt (реж. Люк Жаке, продюсери: Ів Дарондо, Крістоф Ліюд)                                                        | |
| Найкращий документальний фільм       | • Дім радіо / La Maison de la radio (реж. Ніколя Філібер, продюсер: Серж Лалу)                                                                        | |
| Найкращий короткометражний фільм     | • Перш ніж втратити усе / Avant que de tout perdre (реж. Ксав'є Легран, продюсер: Александр Гаврас)                                                   | • Перш ніж втратити усе / Avant que de tout perdre (реж. Ксав'є Легран, продюсер: Александр Гаврас)                                                   |
| Найкращий короткометражний фільм     | • Бембі / Bambi (реж. Себастьєн Ліфшиць, продюсер: Кароль Мірабелло)                                                                                  | |
| Найкращий короткометражний фільм     | • Втеча / La fugue (реж. Жан-Бернар Марлін, продюсер: Valentine De Blignières)                                                                        | |
| Найкращий короткометражний фільм     | • Ящірки / Les lézards (реж. Венсан Марієтт, продюсер: Аморі Овіз)                                                                                    | |
| Найкращий короткометражний фільм     | • Marseille la nuit (реж. Марі Монж, продюсер: Sebastién Haguenauer)                                                                                  | |
| Найкращий іноземний фільм            | Бельгія • Розімкнене коло / The Broken Circle Breakdown / Alabama Monroe (Бельгія, Нідерланди, реж. Фелікс Ван Грунінген, дистриб'ютор: Bodega Films) | Бельгія • Розімкнене коло / The Broken Circle Breakdown / Alabama Monroe (Бельгія, Нідерланди, реж. Фелікс Ван Грунінген, дистриб'ютор: Bodega Films) |
| Найкращий іноземний фільм            | Іспанія • Білосніжка / Blancanieves (Іспанія, Франція, Бельгія, реж. Пабло Берхер, coproduction: Noodles Production (Жером Відаль))                   | |
| Найкращий іноземний фільм            | США • Жасмін / Blue Jasmine (США, реж. Вуді Аллен, дистриб'ютор: Mars Distribution)                                                                   | |
| Найкращий іноземний фільм            | Бельгія • Мрець, що говорить (Бельгія, Люксембург, Франція, реж. Патрік Рідремонт)                                                                    | |
| Найкращий іноземний фільм            | США • Джанго вільний / Django Unchained (США, реж. Квентін Тарантіно, дистриб'ютор: Sony Pictures Releasing France)                                   | |
| Найкращий іноземний фільм            | Італія • Велика краса / La grande bellezza (Італія, реж. Паоло Соррентіно, coproduction: Babe Film (Фабіо Конверсі))                                  | |
| Найкращий іноземний фільм            | США • Гравітація / Gravity (США реж. Альфонсо Куарон, дистриб'ютор:Warner Bros.)                                                                      | |

### Спеціальна нагорода
| Почесний «Сезар» |  | • Скарлетт Йоханссон |